# Orange Hill Cemetery
Orange Hill Cemetery is een Britse militaire begraafplaats met gesneuvelden uit de Eerste Wereldoorlog en gelegen in de Franse gemeente Feuchy (Pas-de-Calais). De begraafplaats werd ontworpen door George Goldsmith en ligt in het veld op 1.300 m ten zuidoosten van het gemeentehuis. Ze is bereikbaar vanaf de Route de Feuchy via een landweg van 530 m. De begraafplaats heeft een  bijna vierkantig grondplan met een oppervlakte van ongeveer 340 m² en wordt omgeven door een muur van gekloven keien afgedekt met ruwe natuurstenen blokken. Het Cross of Sacrifice staat centraal tegen de oostelijke muur. De begraafplaats wordt onderhouden door de Commonwealth War Graves Commission.
Er liggen 43 gesneuvelden begraven.

## Geschiedenis
Feuchy werd op 9 april 1917 door de 15th (Scottish) Division ingenomen maar terug uit handen gegeven tijdens het Duitse lenteoffensief in maart 1918. Eind augustus van hetzelfde jaar werd het opnieuw veroverd.
De strategische heuvel Orange Hill werd op 10 april 1917 door de 12th Division bereikt. De begraafplaats werd door het Canadian Corps aangelegd nadat de heuvel eind augustus 1918 voor de tweede maal werd veroverd. Er liggen 42 Canadezen en 1 Brit begraven.

## Onderscheiden militairen
- Thoburn Stephens Allan, kapitein bij het Royal Canadian Regiment en de luitenants Alexander Pearson McMillan en Jack Sydie, beiden van het 1st Canadian Mounted Rifles Battalion werden onderscheiden met het Military Cross (MC).
- James Harold Hannah, korporaal bij het 4th Canadian Mounted Rifles Battalion, werd onderscheiden met de Distinguished Conduct Medal (DCM).